# حلقه‌گذاری پرندگان

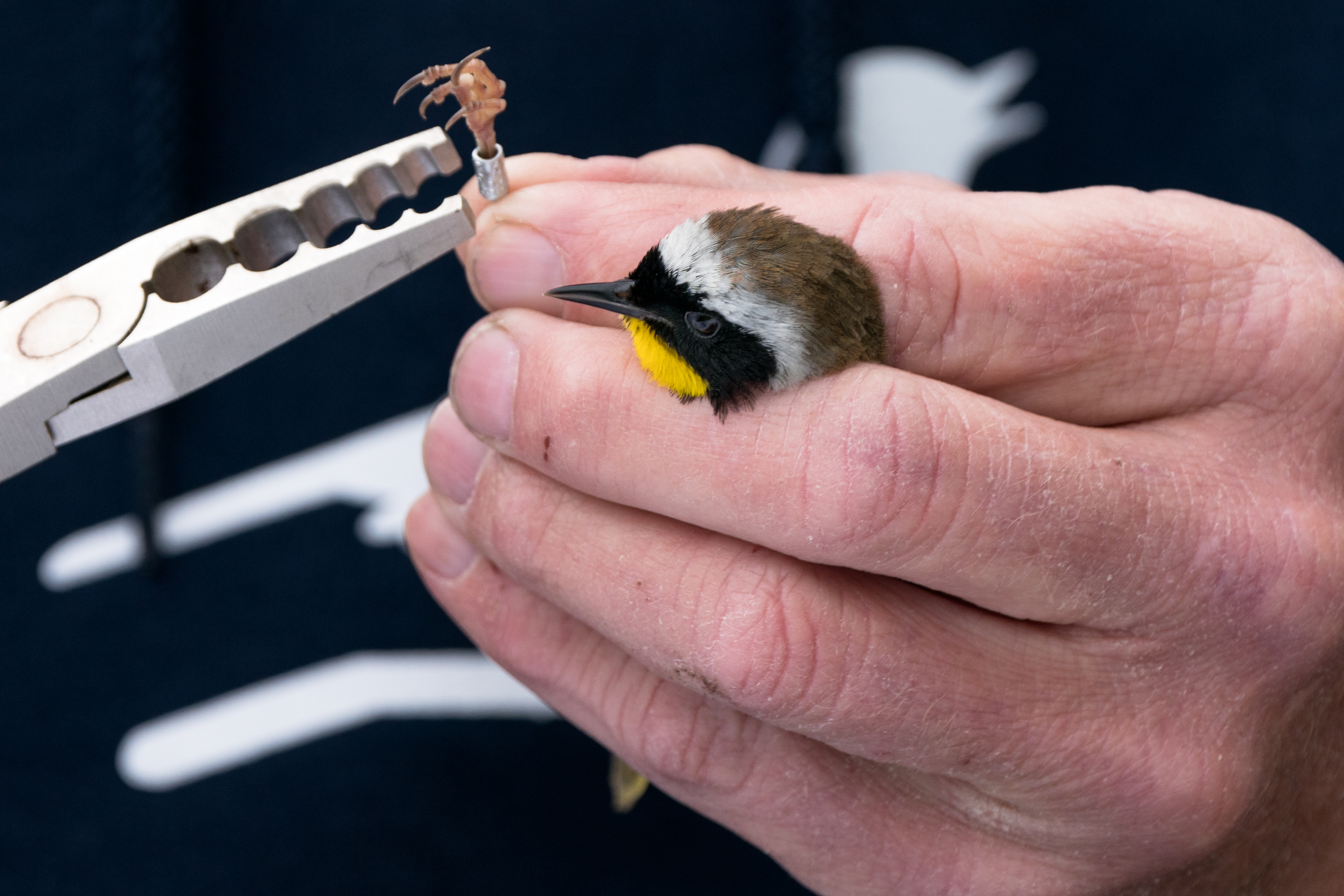
یک پژوهشگر با استفاده از انبردست نواری را به قلم پای یک گلوزرد معمولی نصب می‌کند.

حلقه‌گذاری پرنده (به انگلیسی: Bird ringing, bird banding)، چسباندن یک برچسب فلزی یا پلاستیکی کوچک با شماره جداگانه به پا یا بال پرنده وحشی برای امکان شناسایی فردی است. این کار به پیگیری جابجایی پرنده و تاریخچه زندگی آن کمک می‌کند. اندازه‌گیری و بررسی شرایط پرریزی، چربی زیرپوستی، نشانه‌های سن و جنسیت در زمان گرفتن برای حلقه‌گذاری است. بازیابی یا بازیابی دوباره پرنده می‌تواند اطلاعاتی در مورد کوچ پرندگان، طول عمر، مرگ‌ومیر، جمعیت، قلمرو، رفتار تغذیه و دیگر جنبه‌هایی که توسط پرنده‌شناسان مورد مطالعه قرار می‌گیرد، ارائه دهد. روش‌های دیگر علامت‌گذاری پرندگان نیز ممکن است برای امکان شناسایی بر اساس میدانی که نیازی به گرفتن ندارد، استفاده شود.

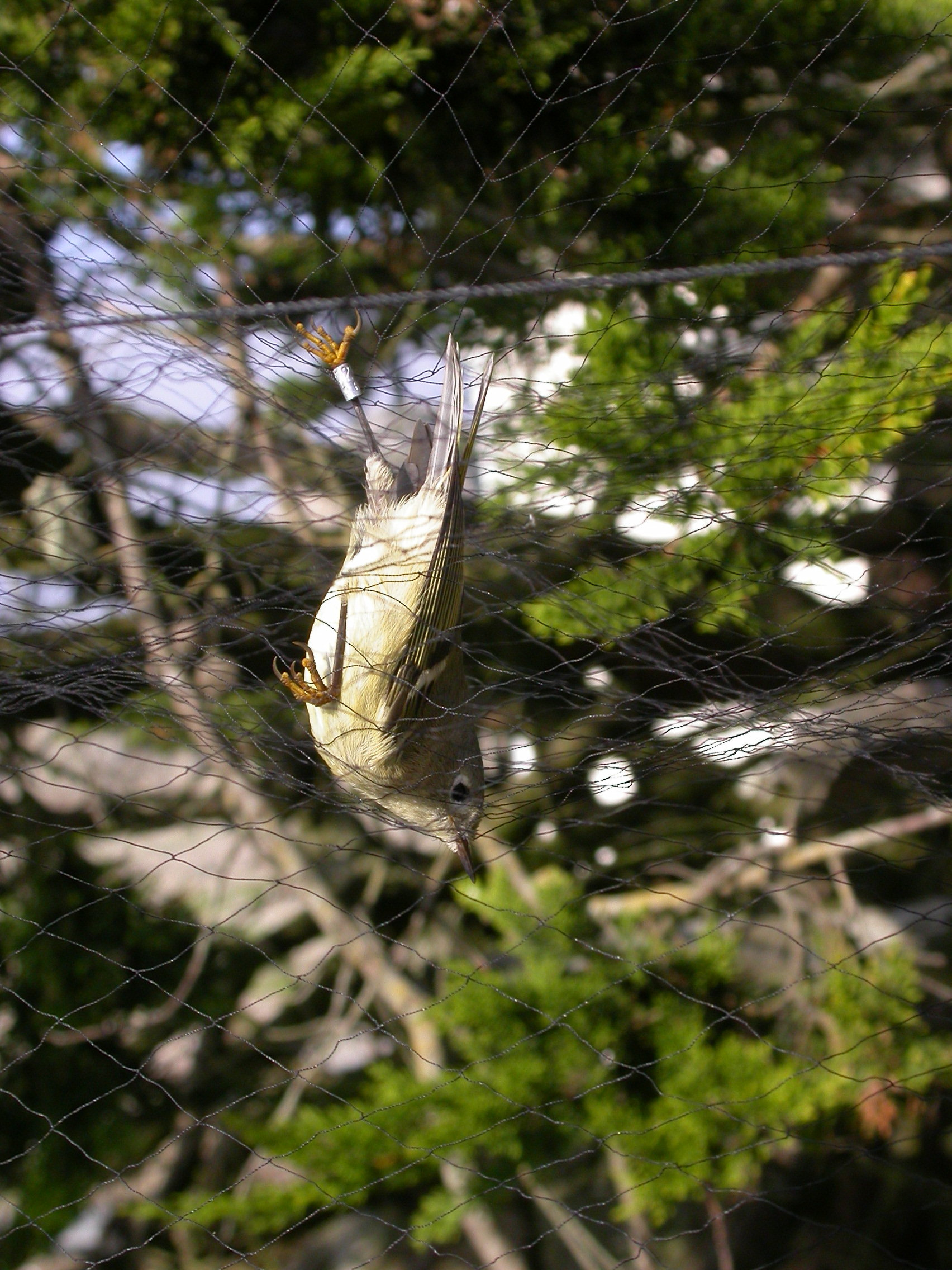
یک سسک تاج‌یاقوتی در یک تور پرنده‌گیری دوباره دیده شد

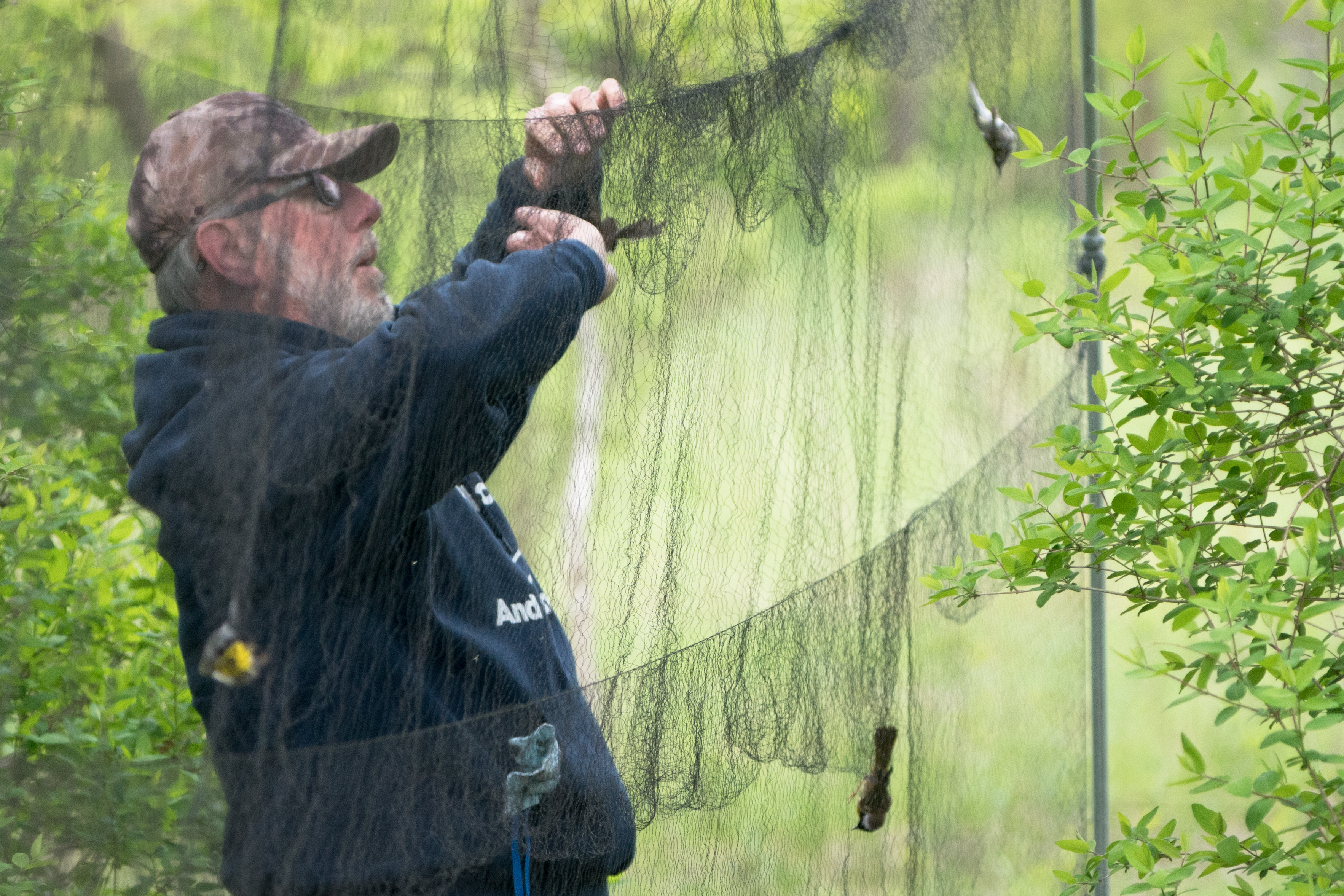
پژوهشگری پرنده را از تور پرنده‌گیری بیرون می‌آورد.

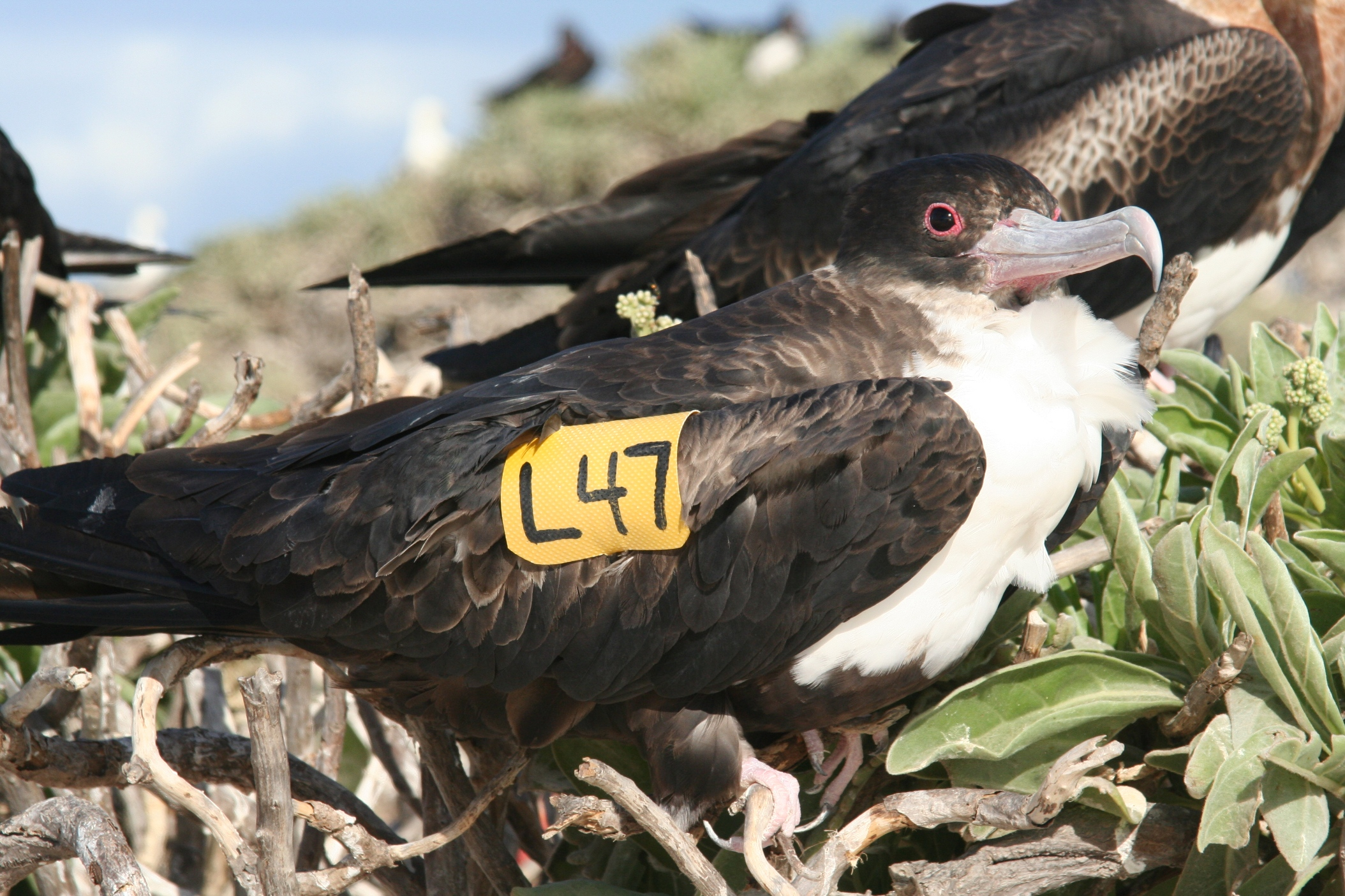
این سینه‌بادکنک بزرگ ماده به عنوان بخشی از یک مطالعه زادآوری با برچسب‌های بالی برچسب‌گذاری شده‌است

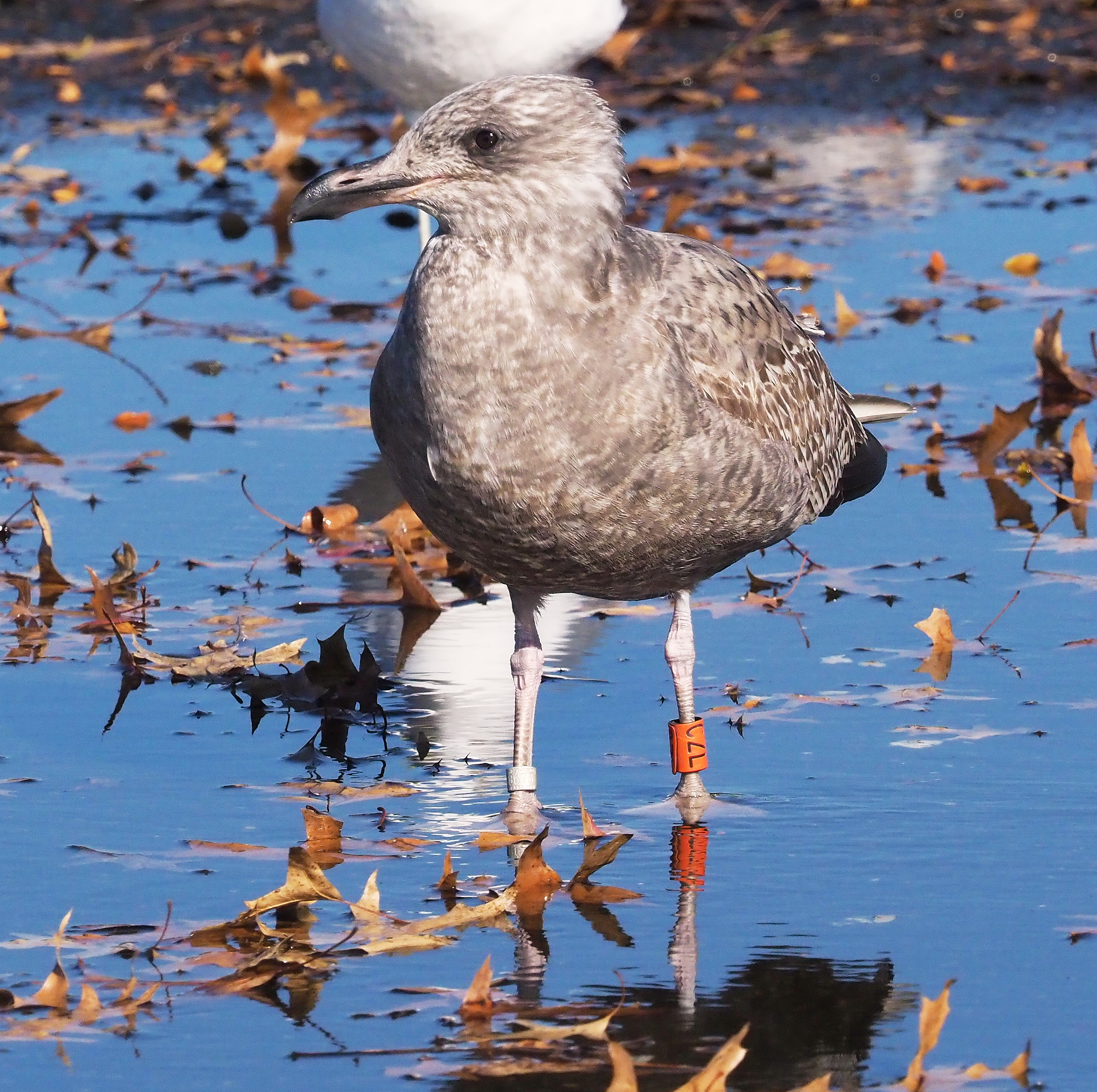
کاکایی با نوارهایی روی هر دو پا